# Nagyszombati könyvkötészet
Nagyszombat, Debrecen mellett a magyarországi könyvkötészet központja volt a 16. századtól kezdve. Miután Nagyszombatban nyomda is létesült, a könyvkötészet fellendült. A nagyszombati könyvkötészet vezető szerepe a 18. században érvényesült legjobban.

## Története
A nagyszombati könyvkötészet első emlékei a német reneszánsz kötések hatását mutatják. A kötések motívumai közé arabeszkek is keveredtek, majd a 17. századtól kezdve gyakori a növényornamentika. Szintén gyakoriak bibliai tárgyú ábrázolások. A német reneszánsz kötésekhez hasonlóan a görgetőn (a véső egyik változata) gyakran a véső vagy könyvkötő nevével találkozni. A 16. században GE, BM, NP szignók szerepelnek. 1579-től tűnt fel az MP jelzés egy magyar címert ábrázoló görgetőn. A CH jelzéssel ellátott görgetők 1580 és 1610 között készültek, ezek a leggyakoribbak.
A 17. század végén gyakoriak voltak a legyeződíszek: a legyezők a felületet gazdagon behálózó virágminták között helyezkednek el. A virágmintákban való tobzódás 1730-ra lehiggadt. Innentől érvényesül a protestáns könyvkötészet hatása. Az erdélyi kötésekhez hasonlóan jellemző a vörös bőr alapon látható csillogó arany díszítmény. 1730-tól erősödik az a könyvkötési irányzat is, amit nagyszombati kötésnek neveznek, és már 1730 előttről is vannak példái.
A 18. század végén a nyomda Budára történő költöztetésével lehanyatlott a nagyszombati könyvkötészet.